# Ajia Warwara (dystrykt Nikozja)
Ajia Warwara (gr. Αγία Βαρβάρα) – wieś w Republice Cypryjskiej, w dystrykcie Nikozja. W 2011 roku liczyła 2204 mieszkańców.